# زمزمه گشتالت
"زمزمه گشتالت" متنی است که توسط روان درمانگر فریتس پرل نوشته شده‌است.
این متن بیانگر کلاسیکی از روش گشتالت درمانی است که دکتر پرل یکی از بنیانگذاران آن بوده و بعنوان الگویی برای سبک زندگی افراد شناخته می‌شود.
ایده اصلی متن این زمزمه تمرکز بر زندگی کردن در پاسخ به نیازهای فردی بدون فرا افکنی یا درون افکنی می‌باشد. این زمزمه همچنین بیانگر این ایده است که با تأمین نیازهای فردی است که مردم می‌توانند به دیگران کمک کنند تا به آنها هم به نیازهای خود رسیده و فضا را برای ارتباط واقعی ایجاد کنند. این امر در جمله آخر زمزمه که می‌گوید «وقتی ما همدیگر را پیدا کنیم این زیباست» خود را نمایان می‌کند.

## متن «زمزمه»
من سرم به کار خودم است، تو سرت به کار خودت باشد.
من زندگی نمی‌کنم که انتظارات تو را برآورده کنم و تو زندگی نمی‌کنی که انتظارات من را برآورده کنی.
تو تویی، من منم.
و اگر بر حسب تصادف ما همدیگر را پیدا کردیم، این زیباست.
و اگر ما همدیگر را پیدا نکردیم، دیگر چاره ایی نیست.
(گشتالت درمانی لغت به لغت، فریتس پرل، ۱۹۶۹)

## اثرگذاری
این زمزمه در محافل گشتالت و روان درمانی به خوبی شناخته شده‌است و به‌طور خلاصه بیانگر فلسفه استقلال فردی که در گشتالت درمانی محوریت دارد می‌باشد. محوریت فلسفه استقلال فردی در گشتالت درمانی حتی در حال حاضر نظر منتقدان را به خود جلب می‌کند چرا که منتقدان گشتالت درمانی معتقدند که حفظ روابط بین فردی نیازمند تلاش سخت و صادقانه است. حامیان گشتالت درمانی معتقدند که نگرش «استقلال فردی» نیاز به تلاش برای حفظ روابط بین فردی را رد نمی‌کند، بلکه افراد را تشویق می‌کند که درک کنند «توقع» یا «تعهد» لازمه برقراری روابط بین فردی نیست. این زمزمه در جامعه (آمریکا) محبوب است، گرچه گاهی اوقات آخرین سطر آن حذف می‌شود. گاهی اوقات در بحثهای دانشگاهی از این زمزمه به عنوان یک نقطه شروع برای بحث در مورد مسائل «خودمختاری» و «وابستگی متقابل» استفاده می‌شود. لازم به یادآوری است که این زمزمه به‌طور کلی مشخصه گشتالت درمانی نیست، بلکه نشاندهنده نگرش شخصی فریتس پرل در زمانی که در انستیتوی، اسالن مشغول به کار بوده می‌باشد.
خواننده رگه، پیتر تاش این جمله از زمزمه گشتالت که می‌گوید «من زندگی نمی‌کنم تا انتظارات تو را برآورده کنم» را در اجرای سال ۱۹۷۷ آهنگ «من همینی ام که هستم» آورده.